# Sheila van den Bulk
Sheila van den Bulk (Rotterdam, 6 aprile 1989) è una calciatrice olandese, centrocampista offensiva del Kristianstads DFF.

## Carriera

### Club
Sheila van den Bulk si avvicina al calcio fin da giovanissima decidendo di tesserarsi con il CVV Berkel, società di Berkel en Rodenrijs, dall'età di 6 anni e con la quale gioca nelle sue formazioni giovanili miste e femminili fino al 2007.
Dal 2007 si trasferisce all'ADO Den Haag dove ha l'opportunità di fare il suo debutto in Eredivisie, il massimo livello del campionato olandese femminile di calcio. Grazie all'ammissione della squadra in rappresentanza dei Paesi Bassi all'edizione 2007-2008 della UEFA Women's Cup, l'allora denominazione del campionato europeo per club organizzato dalla Union of European Football Associations, van den Bulk fa il suo debutto nel torneo il 9 agosto 2007, nell'incontro pareggiato 1-1 con le faroesi del KÍ Klaksvík e valido per la prima fase a gironi di qualificazione, condividendo con le compagne l'eliminazione dal torneo al termine del minitorneo.
Nelle sei stagioni legate alla società dell'Aia contribuisce alla conquista del double Campionato e Coppa d'Olanda (5-2 sul VVV-Venlo) al termine della stagione 2011-2012, partecipando alla UEFA Women's Champions League 2012-2013 ma venendo eliminate ai sedicesimi di finale dalle russe del Rossijanka, mentre un anno più tardi è determinante nella conquista della seconda Coppa, mettendo a segno l'ultimo rigore con la sua squadra supera il Twente nella finale del 31 maggio 2013.
Durante il calciomercato estivo decide di continuare l'attività all'estero, sottoscrivendo un accordo con le norvegesi del Sandviken, acquisto destinato senza successo a rafforzare l'organico per risalire dalla parte bassa della classifica. A fine campionato 2013 la squadra si classifica al dodicesimo posto in Toppserien con conseguente retrocessione in 1. divisjon.
Conclusi gli impegni contrattuali, per la stagione 2014 si trasferisce al Kolbotn, scegliendo nuovamente il campionato norvegese, contribuendo a far raggiungere alla società del comune di Oppegård il quarto posto al suo primo campionato e il quinto in quello seguente, nonché i quarti di finale di Coppa di Norvegia in entrambi.
Durante il calciomercato invernale lascia il campionato norvegese per quello svedese, siglando un contratto con il Djurgården per giocare in Damallsvenskan dal campionato 2016.

### Nazionale
van den Bulk inizia ad essere convocata dalla federazione dei Paesi Bassi (Koninklijke Nederlandse Voetbal Bond - KNVB), dal 2005 inserita nella rosa della nazionale Under-19 che affronta le qualificazioni al campionato europeo di categoria di Svizzera 2006. Fa il suo debutto con la maglia delle Oranje il 27 settembre 2005, nell'incontro valido per la prima fase di qualificazione e vinto per 7-0 sulle pari età della Macedonia del Nord. Nelle sole partite valide per un torneo UEFA van den Bulk collezionerà con la maglia delle U19 20 presenze mettendo a segno 3 reti.
Nel 2016 viene convocata da Arjan van der Laan, l'allora tecnico responsabile della nazionale maggiore, dove debutta il 4 giugno 2016, nell'incontro amichevole vinto per 1-0 sulle avversarie del Sudafrica.
L'anno seguente Sarina Wiegman, subentrata a van der Laan nella guida delle oranje, le rinnova la fiducia convocandola per l'edizione 2017 dell'Algarve Cup, impiegandola in tre delle quattro partite disputate dai Paesi Bassi, prima di inserirla nella rosa definitiva della squadra che disputa l'Europeo casalingo annunciata il 14 giugno 2017. Pur non scendendo mai in campo nelle sei partite disputate dalle compagne nel torneo condivide la conquista del primo titolo continentale per la formazione olandese.

## Palmarès

### Club
- Campionato olandese: 1

ADO Den Haag: 2011-2012
- Coppa dei Paesi Bassi: 2

ADO Den Haag: 2011-2012, 2012-2013

### Nazionale
- Campionato d'Europa: 1

Paesi Bassi 2017
- Algarve Cup: 1

2018 (a pari merito con la Svezia)